# جیگلی، بنگلادش
جیگلی (به لاتین: Jhigli) یک منطقهٔ مسکونی در بنگلادش است که در Chhatak Upazila واقع شده‌است.